# 광화문 D타워
광화문 D타워(영어: Gwanghwamun D-Tower)는 대한민국 서울특별시 종로구 청진동에 위치한 빌딩이다. 청진동 249번지 2와 3지구에 세워졌으며, 2012년 4월에 공사에 착수해 31개월의 공사 기간이 소요되었다. 2015년 10월 오픈했다.

## 같이 보기
- 서울 종로구의 마천루 목록